# اخترنگار

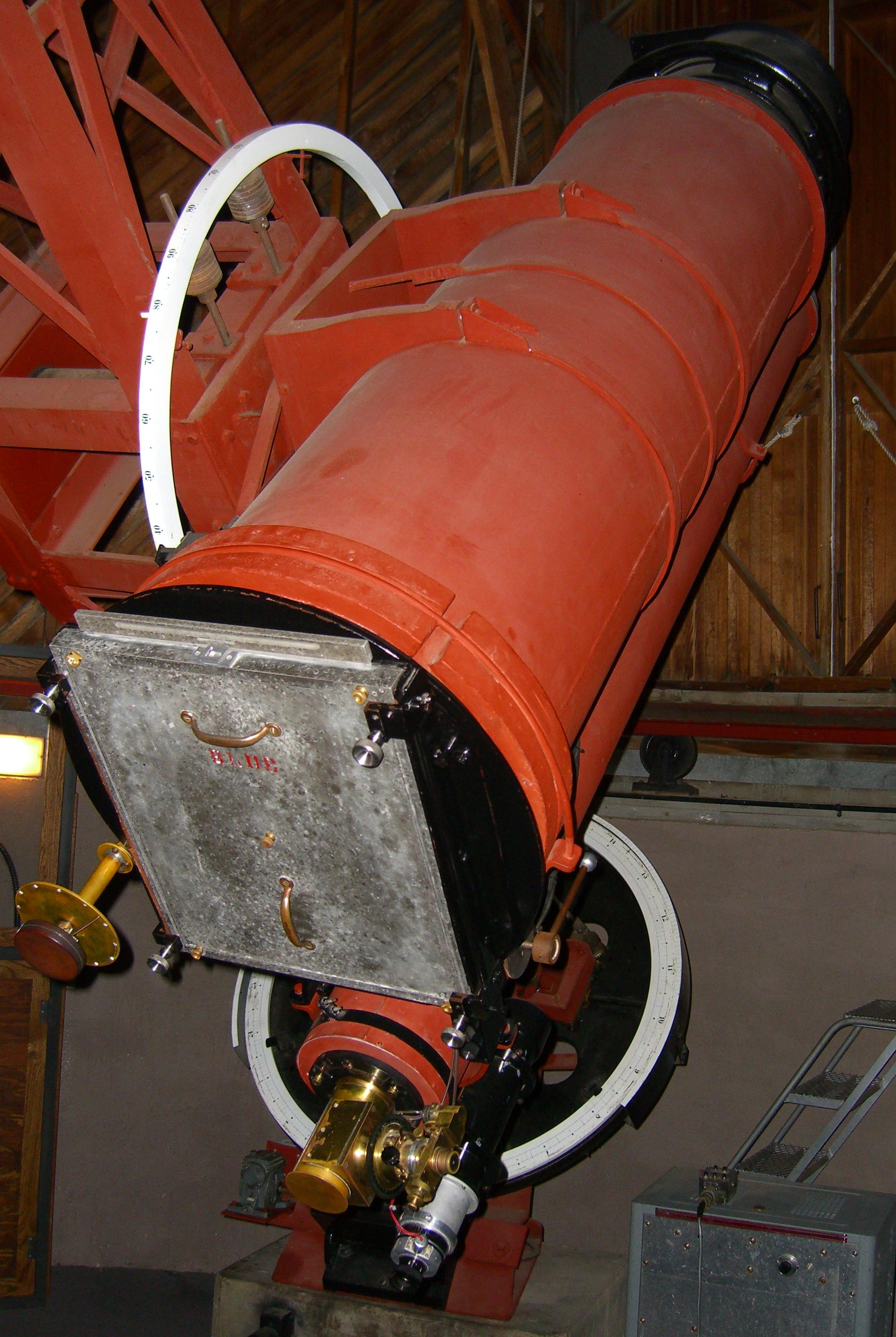
اخترنگار.

اخترنگار (به انگلیسی: Astrograph) تلسکوپی است که به‌ویژه برای عکس‌برداری از نواحی نسبتاً گسترده‌ای از آسمان طراحی شده‌است.